# Čaradice
Čaradice (Hongaars: Csárad) is een Slowaakse gemeente in de regio Nitra, en maakt deel uit van het district Zlaté Moravce.
Čaradice telt 536 inwoners.